# Kapitan Simian i kosmiczne małpy
Kapitan Simian i kosmiczne małpy / Przygody kapitana Simiana (ang. Captain Simian & the Space Monkeys, 1996–1997) – amerykański serial animowany.

## Wersja polska
W Polsce serial emitowany był na kanale TVN w Bajkowym kinie w latach 2001–2002 pod nazwą Przygody kapitana Simiana w wersji lektorskiej. Lektorem był Piotr Borowiec.

## Fabuła
Jeden z kosmicznych statków NASA zboczył z kursu. Pilot, którym jest małpa zostaje spisany na straty. Rozbitka ratują wysoko rozwinięci technicznie kosmici. Dzięki swojemu geniuszowi powiększyli IQ uratowanemu pilotowi – małpie i powierzyli trudne zadanie. Odtąd wraz ze swoją załogą ma za zadanie strzec wszechświat przed złym Nebulą.

## Obsada (głosy)
- James Avery – Małpa
- Maurice LaMarche – Dr. Spitzy
- Jeff Bennett – Orbitron
- Dom Irrera – Spydor
- Jerry Doyle – Kapitan Simian
- Karen Maruyama – Shao Lin
- Malcolm McDowell – Rhesus 2
- Michael Dorn – Nebula